# Sara (Lapurdi)
Sara (en francès i oficialment Sare) és un municipi d'Iparralde al territori de Lapurdi, que pertany administrativament al departament dels Pirineus Atlàntics (regió de la Nova Aquitània).
Limita al nord-est amb Senpere, al nord-oest amb Azkaine i Urruña i al sud amb la frontera espanyola de la Comunitat Foral de Navarra.
La comuna, titular d'un premi de l'associació Les Plus Beaux Villages de France, alberga elements del patrimoni natural de gran interès en la regió com les coves de Sara, descobertes pel pare naturalista José Miguel Barandiarán, exiliat allí en 1941, i l'accés a la forest del Rune.
Sara és la localitat natal de l'enginyer Alberto de Palacio y Elissague (1856-1939), dissenyador del Pont de Biscaia a Portugalete i lloc on el sacerdot Pedro de Axular va fundar l'Escola de Sara el segle xvii per a la transcripció del basc escrit que donà origen a un important període de florida i difusió de la cultura basca. La localitat també ha inspirat autors com Pierre Loti per a les seves obres Etchezar i el poble de Ramuntcho (1897).
És també la localitat on Hugo Schuchardt feu una estada el 1887 que li permeté aprendre el basc i recollir moltes dades per als seus nombrosos articles (més de 100) sobre el basc.

## Demografia
| 1896 | 1901 | 1936 | 1954 | 1962 | 1968 | 1975 | 1982 | 1990 | 1999 |
| ---- | ---- | ---- | ---- | ---- | ---- | ---- | ---- | ---- | ---- |
| 1920 | 1927 | 1930 | 1910 | 1952 | 1921 | 1871 | 1930 | 2054 | 2184 |
|      |      |      |      |      |      |      |      |      |      |